# جون إليسون (كاتب أغاني)
جون إليسون (بالإنجليزية: John Ellison)‏ هو كاتب أغاني أمريكي، ولد في 11 أغسطس 1941 في مونتغمري في الولايات المتحدة.

## وصلات خارجية
- جون إليسون على موقع ميوزك برينز (الإنجليزية)
- جون إليسون على موقع أول ميوزيك (الإنجليزية)
- جون إليسون على موقع ديسكوغز (الإنجليزية)